# Фая-Ларжо
Фая̀-Ларжо̀ (на френски: Faya-Largeau, познат и като Фая) е най-големият град в Северен Чад и административен център на регион Борку-Енеди-Тибести. Населението на града през 2009 г. било 14 423 души, в сравнение с 9867 през 1993 г.

## История
Първоначално градът носи името Фая, но е преименуван на Ларжо̀, по името на френския полковник Етиен Ларжо. След получаването на независимост от Франция през 1960 г. градът остава с името Фая-Ларжо. През 1975 г. градът е анексиран от Либия, но 5 години по-късно президентът Хисен Хабре връща града на Чад. През 1983 г. Либия завзема града за втори път, но чадската армия отново си го връща през 1987 г. Малко след това Либия изтегля окончателно войските си от Северен Чад.

## Икономика
Поради наличието на подпочвени води населението на Фая се занимава основно със земеделие. Надморската му височина е 245 m. В близост до града има 3 езера. Асфалтираното летище Фая-Ларжо се намира в града.

## Климат
Климатът на град Фая е горещ пустинен, като зимите са топли, а летата са много горещи. През май средните температури достигат 44 °C, а температурата през януари пада до 12 °C. Средното количество на валежите е 0 mm през всеки месец освен през август, когато пада около 18 mm дъжд.